# 泉美幸
泉美幸（日语：泉 美幸，1975年5月31日—），日本足球運動員，日本國家女子足球隊成員。

## 日本國家足球隊
在1996年5月16日，她代表日本國家女子足球隊出賽，在對戰美國的比賽中首次亮相。1996年，他共为國家足球隊出场5次。她也曾代表日本參加1996年夏季奥林匹克运动会足球比赛。

## 成績
| 日本國家女子足球隊 | 日本國家女子足球隊 | 日本國家女子足球隊 |
| 年                 | 出場               | 入球               |
| ------------------ | ------------------ | ------------------ |
| 1996               | 5                  | 0                  |
| 總和               | 5                  | 0                  |